# Гибтон
Гибтон (ивр. גִּבְּתוֹן‎) — мошав в центральной части Израиля. Расположен недалеко от Реховота, он подпадает под юрисдикцию регионального совета Бреннер. В 2020 году его население составляло 369 человек.

## История
Основан в 1933 году в рамках плана «Тысяча поселений». План был направлен на создание небольших сельскохозяйственных поселений вокруг крупных городов и их защиту от арабских погромщиков. Назван в честь древнего города на территории колена Дана, который упоминается в Танахе (Нав. 19:44) и отождествляется с Тель-Малот в нескольких километрах к юго-востоку. При расширении Реховота после окончания Войны за независимость Израиля он стал анклавом в пределах периметра города.

## Население
По данным Центрального статистического бюро Израиля, население на начало 2020 года составляло 369 человек.